# Guettarda sanblasensis
Guettarda sanblasensis är en måreväxtart som beskrevs av John Duncan Dwyer. Guettarda sanblasensis ingår i släktet Guettarda och familjen måreväxter.
Artens utbredningsområde är Panamá. Inga underarter finns listade i Catalogue of Life.